# Der Baader Meinhof Komplex (filme)
Der Baader Meinhof Komplex (br: O Grupo Baader-Meinhof / pt: O Complexo Baader Meinhof) é um filme alemão de 2008, baseado no best-seller do mesmo nome, de Stefan Aust, publicado em 1985, que conta a história dos primeiros anos do grupo de extrema-esquerda Fração do Exército Vermelho ou RAF, também conhecido como Baader-Meinhof, que através de atentados, roubos e assassinatos, criou uma guerrilha urbana contra o governo da então Alemanha Ocidental a partir de 1970.
Dirigido por Uli Edel e estrelando Moritz Bleibtreu, Martina Gedeck, Johanna Wokalek, Bruno Ganz e Alexandra Maria Lara entre outros, o filme foi sucesso de crítica, criou grandes polêmicas em Israel e na Alemanha - principalmente entre as pessoas envolvidas - e foi indicado ao Oscar de melhor filme estrangeiro e ao Globo de Ouro de melhor filme em língua estrangeira.

## Sinopse
O filme recria a história dos primeiros e mais sangrentos anos de atividade do Baader-Meinhof, a organização marxista fundada com o nome oficial de Rote Armee Fraktion (Fração do Exército Vermelho)  por Andreas Baader, Ulrike Meinhof, Gudrun Ensslin e Horst Mahler, cobrindo desde as suas origens, nos movimentos estudantis e nas comunas de jovens da década de 1960, até o período conhecido como Outono Alemão, no segundo semestre de 1977, quando uma série de sequestros e assassinatos de personagens importantes da política e do empresariado alemão cometidos pelo grupo, deixou a Alemanha Ocidental à beira do colapso político e social, na sua maior crise do pós-guerra.

## Produção
A produção do fime começou em agosto de 2007 e as filmagens foram realizadas em sua maioria em Berlim, Munique, Roma, Marrocos e na penitenciária de segurança máxima de Stammheim, em Stuttgart. Teve um orçamento de 6,5 milhões de euros. Um grandes méritos do filme, segundo a crítica, foi o fato dos produtores terem escalados atores que são extremamente parecidos com os personagens reais que interpretam.

## Elenco
- Martina Gedeck - Ulrike Meinhof
- Moritz Bleibtreu - Andreas Baader
- Johanna Wokalek - Gudrun Ensslin
- Bruno Ganz - Horst Herold
- Alexandra Maria Lara - Petra Schelm
- Simon Licht - Horst Mahler
- Niels-Bruno Schmidt - Jan-Carl Raspe
- Stipe Erceg - Holger Meins
- Jan Josef Liefers - Peter Homann
- Nadja Uhl - Brigitte Mohnhaupt
- Andreas Tobias - Manfred Grashof
- Hannah Herzsprung - Susanne Albrecht
- Vinzenz Kiefer - Peter-Jürgen Boock
- Daniel Lommatzsch - Christian Klar
- Katharina Wackernagel - Astrid Proll
- Annika Kuhl - Irmgard Möller
- Sandra Borgmann - Ruth  (nome real, Sieglinde Hofmann)

## Crítica e repercussão
O filme provocou críticas as mais variadas da imprensa especializada e declarações controversas de familiares dos envolvidos nos fatos. O crítico do The New York Times, Fred Kaplan, resumiu sua impressão:

"Quando o filme estreou na Alemanha ano passado, alguns jovens espectadores saíram do cinema cabisbaixos, achando que os integrantes da RAF, apesar de ainda mitificados, eram simples perdedores. Já espectadores mais velhos que vivenciaram a época, achavam que o filme os tinha glamourizado. Mas eles eram perdedores e eram atraentes. Um filme sobre eles ou outro movimento terrorista popular, tem que levar em conta os dois fatos se pretende explicar não apenas seus crimes mas sua própria existência."
Na mesma linha, Fred Seigel, do City Journal, revista do Manhattan Institute for Policy Research, escreveu:

"O filme de Aust tem sido criticado na Alemanha e em Israel por fazer com que terroristas vândalos pareçam glamourosos. Mas, para capturar com precisão o Baader-Meinhof, o filme precisava transmitir o seu recurso no momento. Formado de doentes mentais à ideólogos de esquerda, de adolescentes sexualmente rebeldes a profissionais frustrados, os membros do grupo cativaram muitos alemães com bravura e auto-consciente teatralidade."
Michael Buback, filho do ex-procurador-geral da Alemanha Ocidental Siegfried Buback, assassinado pelo Baader-Meinhof em abril de 1977, declarou que o filme se focaliza quase que exclusivamente em retratar os terroristas, o que acarreta o perigo de fazer com que a platéia possa se sentir muito identificada com os protagonistas. Em protesto contra o que considerou historicamente 'distorcido' e 'quase completamente falso', a viúva de Jürgen Ponto, banqueiro assassinado em julho de 1977, Ignes Ponto, testemunha ocular do atentado, devolveu a Cruz Federal do Mérito recebida por sua família, depois que descobriu que o governo alemão participou como co-financiador do filme através  de diversos fundos de investimento estatais, considerando-o responsável pela 'humilhação pública' a que a família foi submetida. Sua filha, Corinna Ponto, disse que o filme viola a privacidade de sua família de uma maneira errada e 'particularmente pérfida'. Por outro lado, Jörg Schleyer, filho do empresário e presidente da Confederação de Empregadores da Alemanha em 1977, Hanns-Martin Schleyer, sequestrado e assassinado pelo grupo durante os eventos do Outono Alemão, considera O Grupo Baader-Meinhof um filme excelente, que finalmente descreve a RAF como eles eram, uma 'gangue de assassinos sem piedade'. Comentando sobre a violência explícita do filme, disse que 'só um filme como este poderia mostrar às pessoas mais jovens como as ações da RAF eram brutais e sanguinárias naquela época'.

## Premiações
Além das indicações do filme ao Oscar e ao Globo de Ouro, como filme estrangeiro, na Alemanha a atriz Johanna Wokalek recebeu o Bambi de melhor atriz de cinema de 2008 por seu papel como Gudrun Ensslin, uma das líderes da RAF, no filme.